# Blue Brain
Blue Brain este un proiect prin care se încearcă simularea creierului uman. Scopul nu este realizarea unei inteligențe artificiale, ci mai degrabă studiul detaliat al creierului uman. Proiectul a fost inițiat în mai 2005 drept o colaborare între compania IBM și École Polytechnique din Lausanne, Elveția.
Un obiectiv important al proiectului este Blue Column, simularea completă a unei coloane neocorticale, care poate fi considerată cea mai mică unitate funcțională a neocortexului (porțiunea creierului despre care se presupune că ar fi responsabilă pentru funcții importante precum gândirea conștientă). O asemenea coloană este înaltă de circa 2 mm, are un diametru de 0,5 mm și conține la om aproximativ 60.000 de neuroni; simularea se concentrează asupra coloanelor neocorticale de la șobolani, care sunt foarte asemănătoare structural cu cele ale omului, dar conțin doar 10.000 de neuroni și 108 sinapse. În ultimii zece ani au fost cartografiate tipurile de neuroni și conexiunile acestora într-o asemenea coloană.
Proiectul va folosi un supercomputer de tip Blue Gene de la IBM.
Există o serie de sub-proiecte, inclusiv Blue Brain Cajal, coordonat de Centrul de Vizualizare si Supercomputing de la Madrid (CeSViMa), și altii condus de universități și laboratoare independente.

## Obiectiv principal
Modelarea coloanei neocorticale 
Scopul inițial al proiectului, finalizat în decembrie 2006, a fost simularea unei coloane neocorticale la șobolan, care poate fi considerat cea mai mică unitate funcțională a neocortexului (parte a creierului considerat a fi responsabil pentru funcțiile superioare, cum ar fi gandirea constienta). O astfel de coloană se află la aproximativ 2 mm înălțime, are un diametru de 0,5 mm și conține aproximativ 60.000 de neuroni la om; coloane neocorticale la șobolan sunt foarte asemănătoare ca structură, dar contin doar 10.000 de neuroni (100 mil. de sinapse). Între 1995 și 2005, Markram a cartografiat tipurile de neuroni și conexiunile lor într-o astfel de coloană.
Simularea in tatalitate a creierului.
Un obiectiv pe termen mai lung este de a construi o simulare detaliată, funcțională a proceselor fiziologice din creierul uman: "Nu este imposibil de a construi un creier uman și putem face acest lucru în 10 ani" a declarat în 2009 Henry Markram, director al proiectului Blue Brain, la conferința TED din Oxford. In interviul acordat BBC World Service el a spus: "Daca l-am construit corect, ar trebui să vorbească și să aibă o inteligență și se compoarte foarte mult asa cum o face un om."

## Progres
În noiembrie 2007, proiectul a raportat sfârșitul primei etape, oferind un proces bazat pe date pentru crearea, validarea si cercetarea coloanei neocorticale.
Până în 2005 primul model unic celular a fost finalizat. Prima coloană artificială celulara neocorticala de 10.000 de celule a fost construita până în 2008. Până în iulie 2011, a fost construit un mesocircuit celular de 100 de coloane neocorticale cu un milion de celule în total. Un creier celular de sobolan este planificat pentru anul 2014, cu 100 mesocircuiti în valoare totală de o sută de milioane de celule. În cele din urmă este prezis un creier uman celular până în 2023 echivalentul a 1000 creiere de sobolan, cu un total de o sută de miliarde de celule.
Coloana fiind terminata, proiectul este în prezent ocupat cu publicarea rezultatelor inițiale în literatura științifică, și care urmărește două obiective distincte:
1. construirea unei simulari la nivel molecular care este de dorit, deoarece acesta permite studierea efectelor din expresia genelor;
2. simplificarea simularii coloanei pentru a permite simularea în paralel a unui număr mare de coloane conectate, cu scopul final de a simula intreag neocortexul (acesta la om este format din circa 1 milion de coloane corticale).